# Batomys
Batomys là một chi động vật có vú trong họ Muridae, bộ Gặm nhấm. Chi này được Thomas miêu tả năm 1895. Loài điển hình của chi này là Batomys granti Thomas, 1895.

## Hình ảnh

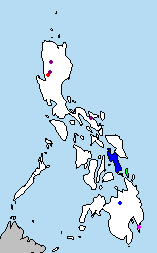

## Các loài
Chi này gồm các loài: